# La colina de Watership
La colina de Watership (en inglés: Watership Down pronunciado /ˈwɔtə˞ˈʃɪpˈdaʊn/) es una novela de supervivencia y aventuras del escritor inglés Richard Adams, publicada en 1972 por la Editorial Acme para la colección Robin Hood. Situada en el sur de Inglaterra, alrededor de Hampshire, la historia presenta a un pequeño grupo de conejos. Aunque viven en su ambiente salvaje natural, son humanizados y poseen su propia cultura, lenguaje, proverbios, poesía y mitología. Evocando temas épicos, la novela sigue a los conejos mientras escapan de la destrucción de su madriguera y buscan un lugar para establecer un nuevo hogar (la colina de Watership) encontrando peligros y tentaciones en el camino. A pesar de que el texto es calificado como narrativa infantil, lo cierto es que es un reflejo de la sociedad y las complejidades humanas, una metáfora literaria sobre el comportamiento y la ambición humana, muy en la línea de Rebelión en la granja, de George Orwell.
La colina de Watership fue la novela debut de Richard Adams. Fue rechazada por varios editores antes de que Rex Collings aceptara el manuscrito;  el libro ganó la Medalla Carnegie, el Premio Guardian y otros galardones literarios. 
El director de cine Martin Rosen la convirtió en una película de animación en 1978. También se hizo una serie para la televisión, que en España se estrenó bajo el título de Peoples. En diciembre del 2018 Netflix, publicó una miniserie del mismo nombre basada en la novela.
Adams completó una secuela casi 25 años después, en 1996, Tales from Watership Down,  construida como una colección de 19 cuentos sobre El-ahrairah y los conejos de la madriguera de la colina de Watership.

## Origen de la novela
El título se refiere al destino de los conejos, la colina de Watership (Watership Down), una colina en el norte de Hampshire, Inglaterra, cerca de la zona donde creció Adams. La historia comenzó como cuentos que Adams les contaba a sus hijas Juliet y Rosamond durante largos viajes en coche. Las hijas insistieron en que lo escribiera y comenzó a redactarlo por las tardes y lo completó 18 meses después.  El libro está dedicado a las dos niñas. Las descripciones de Adams del comportamiento del conejo salvaje se basaron en La vida privada del conejo (1964), del naturalista británico Ronald Lockley.

## Argumento

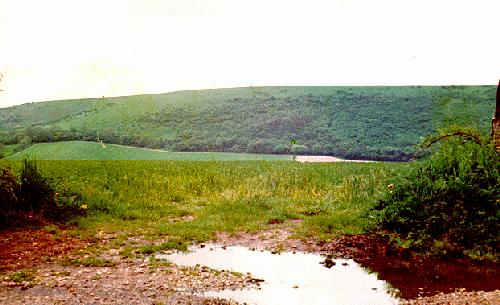
La colina de Watership cerca del pueblo de Kingsclere

### Parte 1
En la madriguera del parque de Sandleford,  Quinto, un conejo joven vidente, tiene una visión aterradora de la inminente destrucción de su madriguera. Cuando él y su hermano Avellano no logran convencer a su conejo jefe de la necesidad de evacuar, se van solos, acompañados por otros nueve conejos que deciden ir con ellos. El primer desafío en la búsqueda de un nuevo hogar llega de inmediato, ya que se ven obligados a eludir a la Owsla, la casta militar de la madriguera, que creen que están tratando de difundir la disidencia contra el jefe. 
Una vez en el mundo exterior, el grupo de conejos se encuentra siguiendo el liderazgo de Avellano, quien, hasta ahora, ha sido solo otro miembro sin importancia de la madriguera. El grupo viaja lejos y a través de territorio peligroso. Pelucón y Plateado, ambos exmiembros de la Owsla y los conejos más fuertes entre ellos, hacen bien su trabajo de mantener a los demás protegidos, junto con el buen juicio de Avellano. En el camino, evaden a un tejón (conocido en Lapino, el idioma de los conejos, como lendri), un perro, un automóvil y un cuervo; Avellano también se las arregla para evitar que tres conejos regresen a la madriguera de Sandleford. 
Se encuentran con un conejo llamado Prímula, que los invita a unirse a su madriguera. Al principio, el grupo de Avellano se siente aliviado de poder finalmente dormir y alimentarse bien, excepto Quinto, que presiente la muerte allí. Pelucón, Zarzamora y el amigo de Quinto, Puchero, también tienen sospechas, pero no piensan demasiado en ello.  Cuando Pelucón casi muere en una trampa, Quinto, hace que el grupo se dé cuenta de que la madriguera es controlada por un granjero que protege y alimenta a los conejos, pero también caza varios de ellos por su carne y pieles. Los residentes de la madriguera simplemente están utilizando a Avellano y los demás para aumentar sus propias probabilidades de supervivencia. Quinto y el resto del grupo trabajan juntos para rescatar a Pelucón de la trampa, y continúan su viaje, acompañados por un conejo de la madriguera de Prímula llamado Fresón, quien pide unirse a ellos después de que su hembra cayera en una de las trampas del granjero.

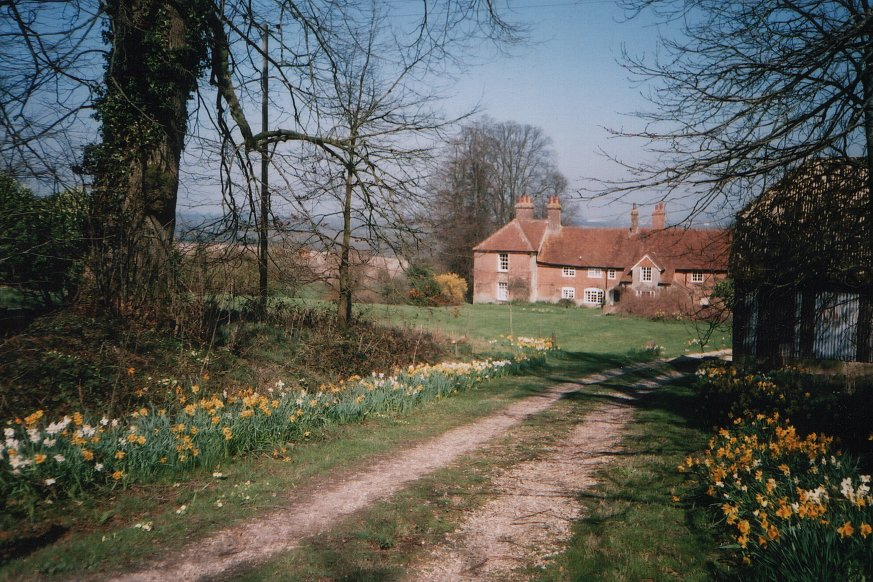
La granja Nuthanger en 2004

### Parte 2
Las visiones de Quinto les han prometido un lugar seguro donde establecerse, y el grupo finalmente encuentra la colina de Watership, que coincide exactamente con la descripción de Quinto del hogar perfecto. Allí pronto se reencuentran con Acebo y Campanilla, que formaban parte de la Owsla de Sandleford. Los dos tienen heridas graves que, según revelan, se infligieron cuando escaparon de la violenta destrucción de Sandleford por los humanos, y luego en la madriguera de Prímula. Acebo también confiesa que fue él quien trató de evitar que se fueran esa primera noche, pero después de que la visión de Quinto que se cumpliese, ha cambiado.
Aunque la colina es un hábitat pacífico, Avellano se da cuenta de que no hay hembras, lo que hace que el futuro de la madriguera termine con la inevitable muerte de los conejos presentes. Con la ayuda de un nuevo amigo, una gaviota de cabeza negra llamada Kehaar, localizan una madriguera cercana llamada Efrafa, que está abarrotada y tiene muchas hembras. Avellano envía una pequeña embajada, liderada por Acebo, a Efrafa para presentar su solicitud de llevarse unas cuantas conejas. 
Mientras tanto, Avellano y Puchero, el miembro más pequeño del grupo, exploran la cercana Granja Nuthanger, donde encuentran cuatro conejos domésticos, entre las que hay dos hembras. A pesar de su incertidumbre sobre la vida salvaje, los conejos están dispuestos a escapar a Watership. Avellano lidera una incursión en la granja al día siguiente, durante la cual rescata a solo a tres de los conejos, y a expensas de ser herido gravemente la pata trasera. Cuando la embajada regresa poco después, Avellano y sus conejos se enteran de que Efrafa es un estado policial dirigido por el despótico general Vulneraria. Acebo y los otros conejos enviados allí lograron regresar aun a riesgo de perder sus vidas.

### Partes 3 y 4
El grupo de Acebo logró hacer amistad con una coneja de Efrafa llamada Hyzenthlay que desea abandonar la madriguera y puede reclutar a otras conejas para unirse a la fuga. Avellano y Pelucón diseñan un plan para rescatar al grupo de Hyzenthlay y llevarlos a Watership; Pelucón es enviado a hacer la misión, con ayuda de Kehaar, Pelucón casi muere en el intento de fuga, pero el plan se cumple a la perfección. Una vez que están en Watership, los conejos que escaparon de Efrafa comienzan su nueva vida de libertad. 
Poco después, sin embargo, la Owsla de Efrafa, liderado por el propio Vulneraria, llega para atacar y colonizar la madriguera de Watership. A través de la valentía y la lealtad de Pelucón, y el ingenio de Avellano, los conejos de Watership logran vencer el asedio del general al desatar al perro guardián de la Granja Nuthanger. Mientras los efrafanos huyen aterrorizados, Vulneraria, a pesar de haber sido gravemente herido en su batalla con Pelucón, se niega a retroceder y salta para atacar al perro. Su cuerpo nunca se encuentra, y al menos uno de sus antiguos seguidores sigue creyendo en su supervivencia. Avellano casi es muerto por uno de los gatos de la granja, pero es salvado por la hija de los granjeros Lucy, la ex dueña de los conejos que huyeron de la granja.

### Epílogo
El epílogo de la historia le cuenta al lector cómo Avellano, dormitando en su madriguera «una mañana fría y tempestuosa en marzo» algunos años después, es visitado por El-ahrairah, el guía espiritual de todos los conejos y héroe de sus cuentos tradicionales. El-ahrairah invita a Avellano a unirse a su propia Owsla, garantizándole el éxito de su madriguera y su futuro. Dejando atrás a sus amigos y el cuerpo que ya no necesita, Avellano parte de la colina junto a El-ahrairah.

## Personajes
- Avellano: el hermano mayor de Quinto; lidera a los conejos de Sandleford y finalmente se convierte en el Conejo Jefe y el protagonista de la novela. Aunque Avellano no es particularmente grande ni poderoso, es , valiente e ingenioso. Él ve lo bueno en cada individuo, y lo que aportan todos y cada uno; Al hacerlo, se asegura de que nadie se quede atrás, ganándose así su respeto y la lealtad. A menudo confía en el consejo de Quinto y en sus instintos y predicciones. Hyzenthlay se convierte en su pareja.
- Quinto: un conejo pequeño cuyo nombre significa literalmente "pocos mil" (los conejos tienen una sola palabra, "hrair", para todos los números mayores de cuatro; el nombre de Quinto en Lapino, Hrairoo, indica que es el más pequeño de una camada de cinco o más conejos)  y el hermano menor de Avellano. Como vidente, tiene visiones e presentimientos intensos. Quinto es uno de los conejos más inteligentes del grupo. Es tímido, callado, amable e intuitivo con sentido común, y aunque no actúa directamente como líder, los demás escuchan y siguen sus consejos. Vilthuril se convierte en su pareja.
- Pelucón: un exoficial de la Owsla, y el conejo más grande y valiente del grupo. Su nombre en Lapino es Thlayli , que literalmente significa "cabeza de pelaje" y se refiere al mechón de pelo de su cabeza. Aunque es poderoso y feroz, también se muestra astuto a su manera cuando diseña un plan para derrotar al General Vulberaria. Su batalla final con Vulneraria lo deja gravemente herido, pero sobrevive y se convierte en el líder de la Owsla de Avellano.
- Zarzamora: un conejo inteligente con orejas de punta negra. A menudo es capaz de comprender conceptos que los otros conejos encuentran incomprensibles. Se da cuenta, por ejemplo, de que la madera flota, y los conejos usan esta táctica dos veces para moverse sobre el agua. También resuelve cómo desmontar la trampa que casi mata a Pelucón, salvándole. Es uno de los asesores más confiables de Avellano.
- Acebo: excapitán de la Owsla de Sandleford, escapa con Campanilla cuando su madriguera es destruida por los hombres. Está moribundo cuando encuentra la madriguera en Watership, pero se recupera y se convierte en uno de los compañeros más confiables de Avellano.
- Campanilla: un conejo que escapa con Acebo durante la destrucción de Sandleford y cuenta chistes para hacer frente al miedo y la tensión tras la destrucción de la madriguera. A menudo habla en broma o en rima.
- Fresón: conejo de la madriguera de Prímula que se va con los conejos de Watership después de que una trampa mata a su coneja. Fresón es fuerte y elegante, pero no tan resistente como los otros conejos debido a su educación, pero aprende rápido y se lleva bien con el grupo. Es por esta razón que es seleccionado para representar a los conejos en una expedición a Efrafa.
- Verónica y Bellota: Dos de los conejos que huyeron de Sandleford.
- Espino cerval: un conejo fuerte que se esperaba que formara parte de la Owsla de Sandleford una vez que alcanzara la madurez.
- Pico de Halcón: Descrito en el libro como un "conejo bastante estúpido" pero Avellano lo acepta en su grupo.
- Diente de león: un conejo notable por su velocidad y su arte para contar historias. Él es esencial al atraer al perro de la Granja Nuthanger hacia los Efrafanos durante el asedio de Watership.
- Plateado: un conejo fuerte, dado su nombre por su pelaje gris plateado, lucha junto a Pelucón y ayuda a defender a los conejos durante su viaje. Se burlaban de él por su pelaje plateado en su madriguera natal, siendo es una de las razones por las que estaba más dispuesto a irse.
- Puchero: un conejo pequeño y tímido que mira en Avellano un maestro y protector. Avellano lo alienta, y se vuelve muy leal hacia su nuevo conejo jefe. Se llama Hlao-roo en Lapino.
- Hyzenthlay: Una coneja que vive en Efrafa y ayuda a Pelucón a organizar la liberación de sus habitantes. El general Vulneraria, que sospecha que ella fomenta la disidencia, ordena a sus guardias que la vigilen de cerca. Ella escapa de Efrafa con Pelucón. Al igual que Quinto, ella tiene visiones. Su nombre significa literalmente "brillo-rocío-piel", o "pelaje que brilla como rocío". Ella se convierte en la pareja de Avellano.
- Vilthuril: Una coneja que vive en Efrafa. Al igual que Quinto y Hyzenthlay, se entiende que ella también tiene visiones. Ella escapa de Efrafa con Pelucón. Se convierte en la pareja de Quinto y se dice que es la única que lo comprende tanto como a Avellano.
- Negroso: un conejo con pelaje oscuro que intenta escapar de Efrafa pero es detenido, mutilado y expuesto para desalentar más intentos de escape. Cuando Pelucón lo libera, rápidamente demuestra ser un rastreador y guardián experto, y también se muestra como un luchador efectivo cuando los conejos Efrafa atacan la madriguera.
- Trebol, Laurel, Boj y Almiar: Los cuatro conejos domésticos de la granja Nuthanger.
- Prímula: Aunque no lo es, se comporta como el conejo jefe de la madriguera que hay junto al brezal y muy cerca de una granja cuyos dueños se encargan de mantenerla habitable para poco a poco ir cazando a los conejos. Es un conejo grande y de modales elegantes pero, al igual que el resto de sus compañeros, con una sombra de melancolía y secretismo.
- Kehaar: Una gaviota de cabeza negra que es obligada, por un ala herida, a refugiarse en Watership, y se hace amigo de los conejos cuando lo ayudan. Se caracteriza por su frecuente impaciencia, acento gutural y frases inusuales. Después de descubrir la madriguera de Efrafa y ayudar a los conejos, regresa con los de su especie, pero promete visitarlos. Según Adams, Kehaar se basó en un luchador de la Resistencia noruega de la Segunda Guerra Mundial.
- El Ratón: Sin nombre especificado, el ratón es residente de la colina de Watership antes de la llegada de los conejos. Mientras que los conejos generalmente desprecian a los ratones y otros roedores, quienes tienden a ser mentirosos y poco confiables según Pelucón, Avellano amablemente salva al ratón de un cernícalo. Esta acción alía a los ratones y conejos en Watership, y el mismo ratón luego les advierte del ataque sorpresa intencionado del General Vulneraria, salvando así muchas vidas.
- General Vulneraria: El principal antagonista de la novela, un conejo intrépido, astuto y brutalmente eficiente que quedó huérfano a una edad temprana. Vulneraria fundó la madriguera Efrafa y es su jefe tiránico. Aunque más grande y más fuerte que Pelucón, carece de misericordia y amabilidad. Incluso lidera un ataque para destruir la madriguera de Watership en un acto de venganza contra el robo de Pelucón de Efrafa, pero es derrotado por el ingenio de Avellano y la valentía de Pelucón. Después de su aparente muerte peleando contra el perro de la granja Nuthanger, vive en el folclore de los conejos como una especie de hombre del saco.
- Capitán Campeón: el subordinado más confiable de Vulneraria, Campeón es un oficial leal, valiente e inteligente. Después de que Vulneraria desaparece, se convierte en el Conejo Jefe de Efrafa y lo reforma, haciendo las paces con los conejos de Watership.
- Verbena: El jefe de la policía del Consejo en Efrafa, se dice que es uno de los conejos más odiados de la madriguera. Cuando las fuerzas de Vulneraria asaltan el Panal, el general le ordena que mate a Quinto, pero la calma sobrenatural que presenta el hermano de Avellano y la profecía de su muerte lo aterrorizan para que huya, y nunca se lo vuelve a ver.
- Frith: una figura divina que creó el mundo y prometió que a los conejos siempre se les permitiría prosperar. En Lapino, su nombre significa literalmente "el sol".
- El-Ahrairah: Un conejo tramposo héroe popular, que es el protagonista de casi todas las historias de los conejos. Él representa lo que todo conejo quiere ser; inteligente, esquivo, tramposo y dedicado al bienestar de su madriguera. En Lapino, su nombre es una contracción de la frase Elil-hrair-rah , que significa "príncipe con mil enemigos". Su nombre se pronuncia, ‘Elajera’.
- Príncipe Arcoiris: una figura de dios antagónico para El-ahrairah. Intenta controlar a El-ahrairah varias veces, pero siempre es burlado por el conejo.
- Rabscuttle: otro héroe popular mítico, Rabscuttle es el segundo al mando de El-ahrairah y el líder de su Owsla. Él participa en muchas de las aventuras de El-ahrairah. Se le considera casi tan listo como su jefe.
- Conejo negro de Inlé: Un sombrío fantasma sirviente del dios Frith, un conejo que aparece en el folklore como una especie de análogo a la parca, y del mismo modo se asegura que todos los conejos mueren en su momento predestinado. ‘Inlé’ es el término de Lapino para la luna o la oscuridad.

## Idioma Lapino
El ‘lapino’ es un lenguaje de los conejos ficticio creado por el autor Richard Adams para la novela. El lenguaje se usó nuevamente en la secuela de Adams de 1996, Tales from Watership Down , y ha aparecido tanto en adaptaciones de cine como de televisión. Los fragmentos de lenguaje en los libros consisten en unas pocas docenas de palabras distintas, utilizadas principalmente para nombrar conejos, sus personajes mitológicos y objetos en su mundo. El nombre ‘Lapino’ proviene de la palabra francesa para conejo.

## Temas
La colina de Watership ha sido descrita como una alegoría de las luchas eternas entre la tiranía y la libertad, la razón y la emoción ciega, y el estado individual y corporativo.  Adams se basa en temas clásicos heroicos y de búsqueda de Homero y Virgilio , creando una historia con motivos épicos . 

### El héroe, laOdiseay laEneida
El libro explora los temas del exilio, la supervivencia, el heroísmo, el liderazgo, la responsabilidad política y la «creación de un héroe y una comunidad».  El análisis de Joan Bridgman de las obras de Adams en The Contemporary Review identifica los motivos de la comunidad y el héroe: «[El] viaje del héroe a un reino de terrores para traer de vuelta una bendición para salvarse a sí mismo y a su gente» es un elemento poderoso en la novela. Este tema se deriva de la lectura del autor a las obras del mitólogo Joseph Campbell, especialmente su estudio de la mitología comparada , El héroe de las mil caras (1949), y en particular, la teoría del ‘monomito’ de Campbell. La visión de la mente inconsciente, que «todas las historias en el mundo son realmente una historia». 
El concepto del héroe ha provocado comparaciones entre los personajes de la novela y los de La Odisea de Homero y la Eneida de Virgilio.  El coraje de Avellano, la fuerza de Pelucón, el ingenio y la astucia de Zarzamora, y la poesía y la narración de Diente de León y Campanilla tienen paralelos en el poema épico la Odisea. Kenneth Kitchell declaró: «Avellano sigue la tradición de Odiseo, Eneas y otros». Como la Odisea de Homero, es una historia de búsqueda y heroísmo. Solo que se trata de conejos, no de guerreros griegos.

### Simbolismo religioso
Se ha sugerido que La colina de Watership contiene el simbolismo de varias religiones, o que las historias de El-ahrairah estaban destinadas a imitar algunos elementos de la religión del mundo real. Cuando se le preguntó en una entrevista de la BBC Radio de 2007 sobre el simbolismo religioso en la novela, Adams dijo que la historia «no era para nada así». Adams dijo que los conejos en la novela no adoraban; sin embargo, «creían apasionadamente en El-ahrairah». Adams explicó que quería decir que el libro era «solo una historia inventada  ... en ningún sentido una alegoría o parábola o cualquier tipo de mito político. Simplemente escribí una historia que le conté a mis hijas».  En cambio, explicó, las historias religiosas de El-ahrairah se entendieron más como cuentos legendarios, como Robin Hood.

## Adaptaciones

### Cine
En 1978 Martin Rosen escribió y dirigió una adaptación cinematográfica animada de La Colina de Watership. El elenco de voces incluyó a John Hurt, Richard Briers, Harry Andrews, Simon Cadell, Nigel Hawthorne y Roy Kinnear. La película presentó la canción ‘Bright Eyes’, cantada por Art Garfunkel. Lanzada como un sencillo, la canción se convirtió en un éxito en el Reino Unido. 
Aunque los elementos esenciales de la trama se mantuvieron relativamente sin cambios, la película omitió varias tramas laterales. Aunque la madriguera de Watership finalmente creció a diecisiete conejos, con las adiciones de Fresón, Acebo, Campanilla y tres conejos liberados de la granja, la película incluye solo una banda de ocho. La adaptación de Rosen fue elogiada por «cortar el libro de Adams ... para llegar al corazón que de la gente». 
La película también ha visto una atención crítica positiva. En 1979, la película recibió una nominación para el Premio Hugo a la mejor presentación dramática.

### Televisión
De 1999 a 2001, el libro también se adaptó como una serie animada de televisión, transmitida por CITV en el Reino Unido y por YTV en Canadá.  Fue producida por Martin Rosen y protagonizada por varios actores británicos conocidos, incluidos Stephen Fry, Rik Mayall, Dawn French, John Hurt y Richard Briers, con un total de 39 episodios durante tres temporadas. Aunque la historia estaba basada en la de la novela, algunas de las líneas y personajes (especialmente en episodios posteriores) eran completamente nuevos. 

### Miniserie
En julio de 2014, se anunció que la BBC emitiría una nueva serie animada basada en el libro y en abril de 2016 que la serie sería una coproducción entre la BBC y Netflix, que consta de cuatro episodios de una hora,  con un presupuesto de £ 20 millones. La miniserie de cuatro episodios se estrenó en la BBC y Netflix el 23 de diciembre de 2018, con las voces de James McAvoy como Avellano, John Boyega como Pelucón y Ben Kingsley como General Vulneraria. Recibió críticas generalmente positivas, con elogios por las actuaciones de su elenco de voces, pero recibió críticas por su tono y la calidad de la animación por computadora.

### Música
La novela también ha sido fuente de inspiración para artistas musicales. Es el caso de la agrupación Fall of Efrafa, que tuvo como tema principal de su discografía ‘La colina de Watership’ componiendo así tres álbumes basados en la novela. Una vez compuestos los álbumes, el grupo se separó. La agrupación Trick or Treat dedicó los álbumes Rabbit's Hill pt. 1 y Rabbit's Hill pt. 2 a contar musicalmente la historia de Watership Down. El sello discográfico OWSLA; propiedad de Skrillex, Kathryn Frazier y Clayton Blaha, debe su nombre a la novela.